# Dalila Carmo
 (juin 2021).
Si vous disposez d'ouvrages ou d'articles de référence ou si vous connaissez des sites web de qualité traitant du thème abordé ici, merci de compléter l'article en donnant les références utiles à sa vérifiabilité et en les liant à la section « Notes et références ».
Dalila Carmo née le 24 août 1974 à Vila Nova de Gaia, au Portugal est une actrice portugaise.
L'actrice est connue pour Florbela (pt) (2012), O Anjo da Guarda (pt) (1998) et Os Meus Espelhos (2005) de Rui Simões.

## Vie privée
Dalila Carmo e Sousa Amorim est mariée à Vasco Machado depuis le 3 février 2006[réf. nécessaire].

## Filmographie

### Cinéma
- 1993 : Val Abraham, de Manoel de Oliveira
- 1995 : La Comédie de Dieu, de João César Monteiro
- 1998 : Tráfico, de João Botelho
- 2005 : Os Meus Espelhos, de Rui Simões
- 2010 : Quero Ser Uma Estrela, de José Carlos de Oliveira
- 2011 : Quinze Pontos na Alma, de Vicente Alves do Ó
- 2012 : Florbela, de Vicente Alves do Ó
- 2017 : Peur bleue (Perdidos) de Sérgio Graciano : Laura

### Télévision
- 1998 : Diário de Maria : Maria
- 1999-2000 : Todo o Tempo do Mundo : Rita
- 2000-2001 : Jardins Proibidos : São Silva
- 2002 : A Jóia de África : Paula
- 2004-2005 : Morangos com Açúcar : Madalena
- 2005 : Ninguém como Tu : Júlia
- 2006-2007 : Tempo de Viver : Bárbara
- 2008 : A Outra : Catarina
- 2008-2009 : Equador : Matilde
- 2010-2011 : Sedução : Sofia
- 2012 : Perdidamente Florbela : Florbela
- 2013 : Sinais de Vida : Alice
- 2014 : O Beijo do Escorpião : Rita
- 2016-2017 : La Vengeance de Veronica : Vitória/Verónica
- 2019-2020 : Na Corda Bamba : Lúcia
- 2021 : Pecado : Rosa

## Théatre
- Lúcia Afogada (2015)
- Look Back in Anger (2013), mise en scène de Martim Pedroso
- Peines d'amour perdues de Shakespeare (2007), mise en scène d'Emannuel Demarcy-Mota
- Vidas Publicadas (2006), mise en scène de Marcia Haufrecht.
- Memória da Água (2006), mise en scène de José Martin.
- Nós Depois Telefonamos (2002), mise en scène de António Pires
- Os Pés no Arame (2000), mise en scène d'Isabel Abreu
- Artaud Estúdio (1997), mise en scène de Paulo Filipe Monteiro
- Lição (1996), mise en scène de Marcia Haufrecht
- Moliére (1993), mise en scène de Joaquim Benite
- Restos (1994), mise en scène de Joseph Szajna
- Filopópulus (1994), mise en scène de Joaquim Benite
- Auto da Índia de Gil Vicente (1993), mise en scène de Antonio Pires
- Let’s Make Opera (1993), Teatro São Luiz, mise en scène de Paulo Matos
- Queima de Judas (1991) co-production Teatro Art'Imagem (pt) et Teatro o Bando (pt)
- Estive Quase Morto no Deserto (1991-1992), Teatro Art'Imagem

## Récompenses[2]
- Globos de Ouro 2013 : meilleure actrice dans un rôle principal pour Florbela
- Prix Sophia 2013 : meilleure actrice dans un rôle principal pour Florbela